# Клад Сент-Ниниана
Клад Сент-Ниниана — клад, состоящий из 28 изделий из серебра (чашки, ювелирные изделия, столовые приборы и декоративные украшения), найденный 4 июля 1958 года местным школьником Дугласом Куттсом. Куттс помогал археологам во главе с профессором А. К. О’Деллом из Абердинского университета в раскопках на острове Сент-Ниниан (Шетландские острова).
Большинство предметов датируется примерно VIII веком. Считается, что предметы из клада были спрятаны предположительно священниками церкви, в полу которой и был он обнаружен. Клад был найден под каменной плитой в деревянной шкатулке, зарытой вверх дном. В кладе были обнаружены ложка (единственная ложка VIII в. местного производства на Британских островах), семь серебряных чаш, пряжки и броши, декоративные элементы (предположительно от оружия).
Находится в Музее Шотландии в Эдинбурге.

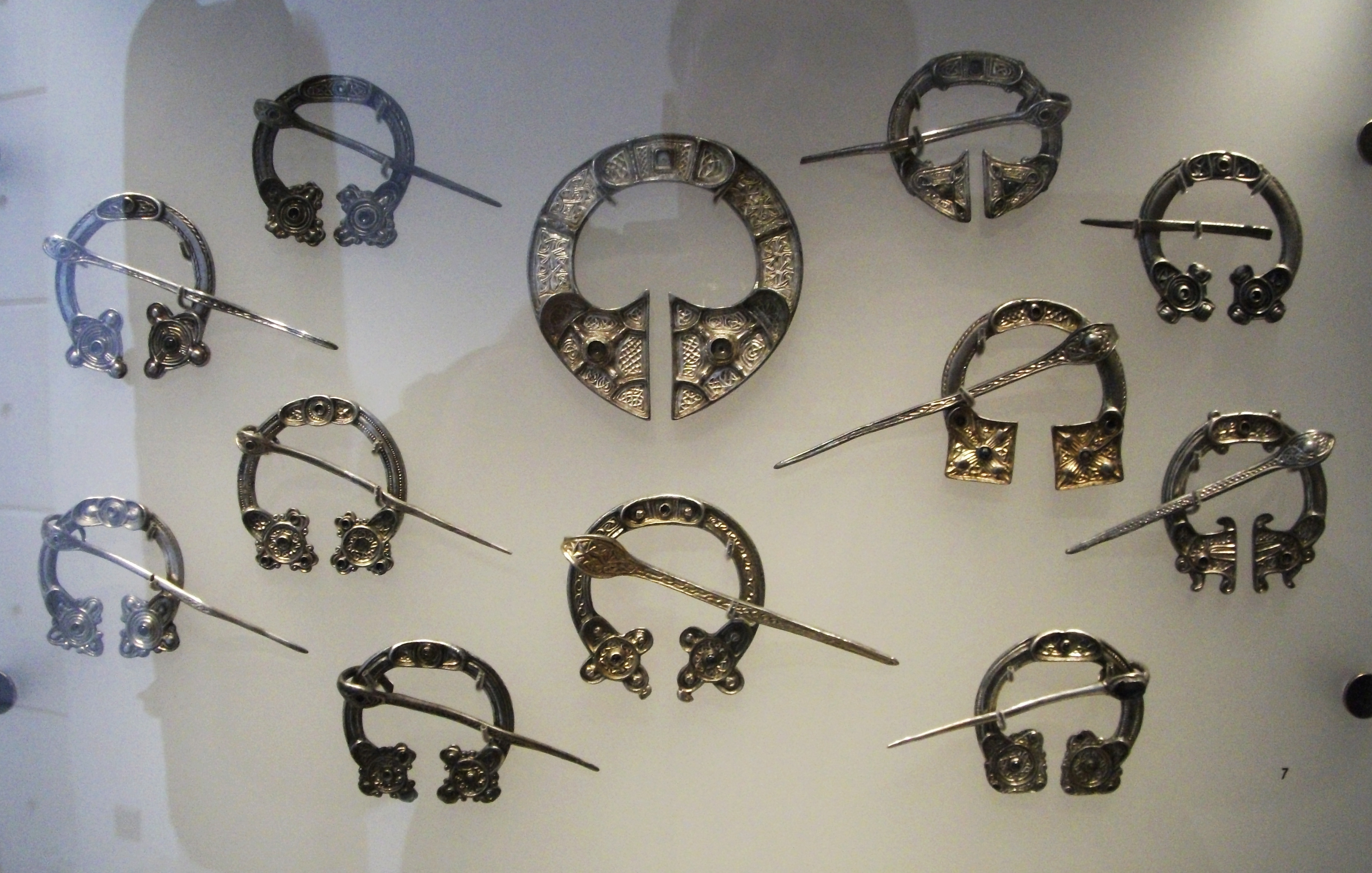
Броши[англ.]
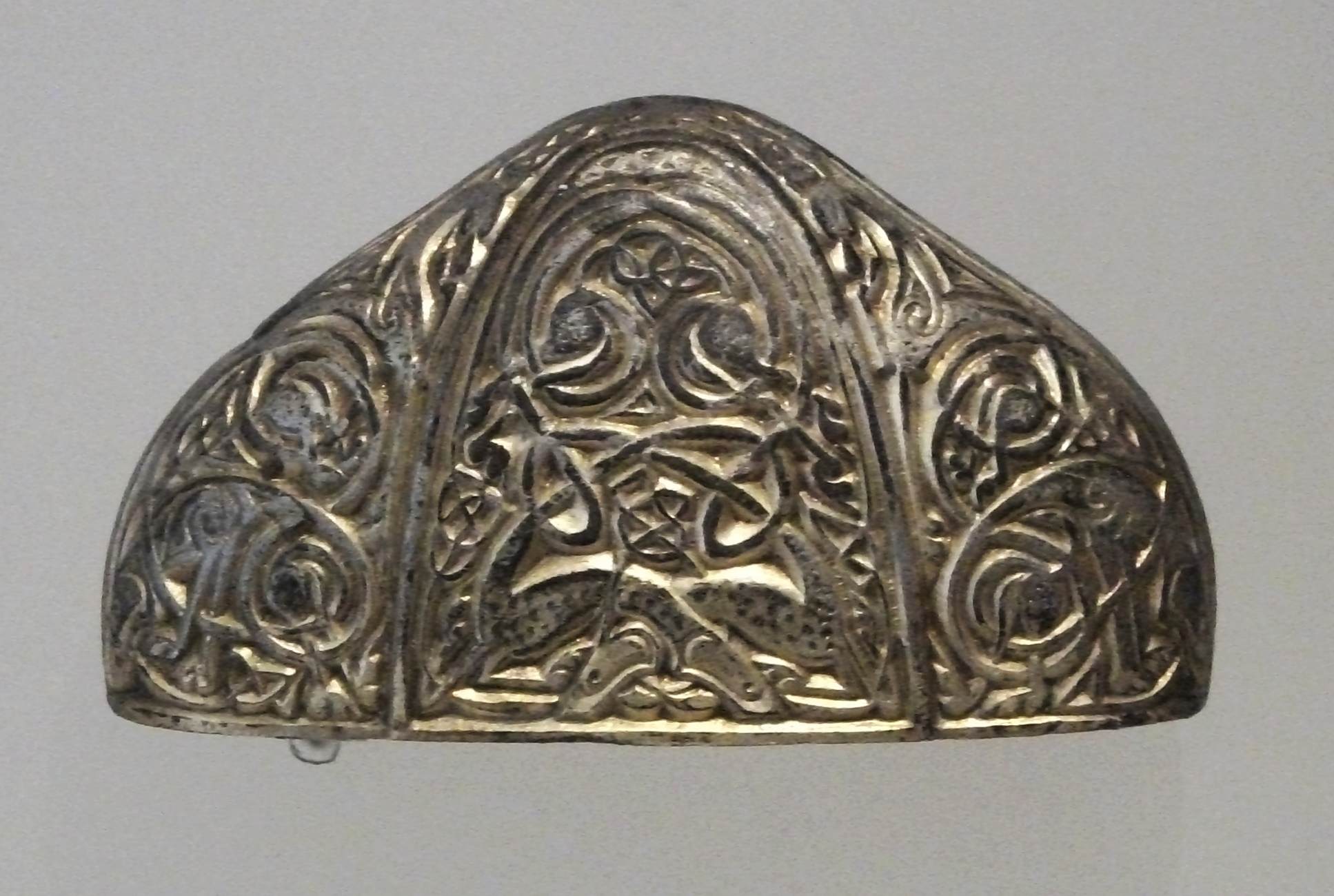
эфес меча
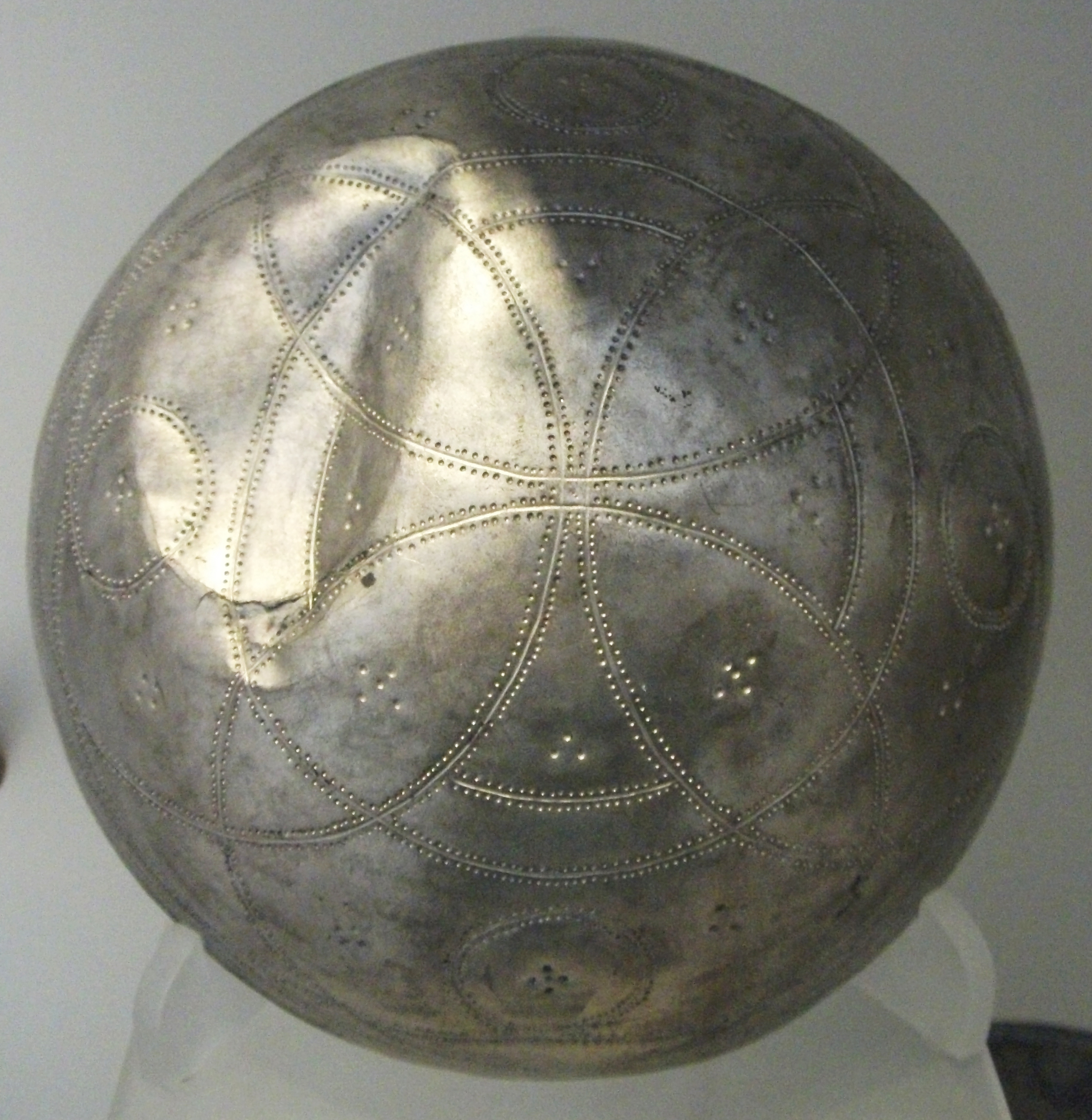
Миска